# Municipio de Maxatawny
El municipio de Maxatawny (en inglés: Maxatawny Township) es un municipio ubicado en el condado de Berks en el estado estadounidense de Pensilvania. En el año 2000 tenía una población de 5.982 habitantes y una densidad poblacional de 88 personas por km².

## Geografía
El municipio de Maxatawny se encuentra ubicado en las coordenadas 40°29′30″N 75°44′29″O / 40.49167, -75.74139.

## Demografía
Según la Oficina del Censo en 2000 los ingresos medios por hogar en la localidad eran de $51,006 y los ingresos medios por familia eran $57,813. Los hombres tenían unos ingresos medios de $38,092 frente a los $22,147 para las mujeres. La renta per cápita para la localidad era de $15,586. Alrededor del 8,1% de la población estaba por debajo del umbral de pobreza.